# Vuelo 1 de Qantas
El vuelo 1 de Qantas (QF1, QFA1) fue un vuelo de pasajeros de Qantas entre Sídney y Londres con escala en Bangkok-Don Mueang. El 23 de septiembre de 1999, la aeronave que operaba como vuelo 1 había despegado de Sídney ese día y sufrió un accidente por sobrepasar la pista del Aeropuerto Internacional Don Mueang de Bangkok al aterrizar para una escala.

## La aeronave
El avión, S/N 24806, fue entregado nuevo a Qantas en agosto de 1990 y matriculado VH-OJH; fue retirado de uso en septiembre de 2012 y desmantelado en Pinal Airpark en 2014 para obtener piezas.

## Vuelo
Los vuelos de Qantas viajan entre Londres y Australia en una ruta conocida como la "Ruta Canguro".La Ruta Canguro se refiere tradicionalmente a las rutas aéreas voladas entre Australia y el Reino Unido, a través del hemisferio oriental.
Este vuelo fue operado por el Capitán de Control Senior Jack Fried en un Boeing 747-438 con matrícula VH-OJH. El vuelo partió de Sídney ese mismo día a las 16:45 hora local y, tras más de ocho horas de vuelo, se aproximaba al Aeropuerto Internacional Don Mueang a las 22:45 hora local.

## Accidente

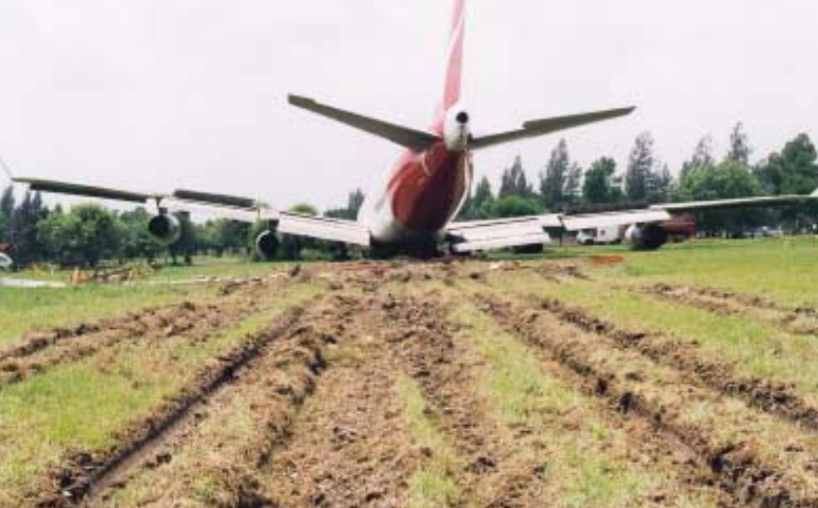
Salida de la pista del vuelo 1 de Qantas.

Durante la aproximación a Bangkok, las condiciones meteorológicas se deterioraron significativamente, desde una visibilidad de cinco millas terrestres media hora antes del aterrizaje hasta una visibilidad de aproximadamente media milla terrestre en el momento del aterrizaje.: 1 La tripulación de vuelo observó una nube de tormenta sobre el aeropuerto y los informes en tierra indicaban lluvia intensa. Sin embargo, estas condiciones son comunes en Bangkok. Siete minutos antes del aterrizaje del Vuelo 1, un Airbus A330 de Thai Airways aterrizó con normalidad, pero tres minutos antes, otro Boeing 747 de Qantas (QF15, vuelo Sídney-Roma vía Bangkok) realizó una maniobra de aproximación frustrada debido a la mala visibilidad durante la aproximación final.: 3 Sin embargo, la tripulación del vuelo 1 de Qantas no estaba al tanto de esto.
El primer oficial estaba volando el avión durante la aproximación final. La altitud y velocidad aerodinámica del avión eran altas, pero estaban dentro de los límites de la compañía. La lluvia era ahora lo suficientemente fuerte como para que las luces de la pista fueran visibles solo intermitentemente después de cada pasada del limpiaparabrisas. Justo antes del aterrizaje, el capitán, preocupado por el largo punto de aterrizaje (más de 914 m después del umbral de la pista) e incapaz de ver el final de la pista, ordenó al primer oficial que realizara una "vuelta al aire" y el primer oficial avanzó los aceleradores pero no activó el interruptor de despegue/vuelta al aire (TO/GA). En este punto, la visibilidad mejoró notablemente y el tren de aterrizaje contactó con la pista, aunque el avión continuó acelerando. El capitán decidió entonces cancelar la vuelta al aire retardando las palancas de empuje, a pesar de que no estaba volando el avión. Esto causó confusión ya que no anunció sus acciones al primer oficial que aún tenía el control formal. Al anular las acciones del primer oficial, el capitán inadvertidamente dejó un motor en potencia TO/GA y como resultado canceló las configuraciones de freno automático preseleccionadas.
El aterrizaje continuó, pero el frenado manual no comenzó hasta que la aeronave se encontraba a más de 5200 pies (1585 m) de la pista. La aeronave entonces comenzó a aquaplaning y a derrapar por la pista, desviándose sustancialmente de la línea central de la pista. Los procedimientos operativos estándar de la compañía exigían que se utilizara el empuje inverso en vacío para los aterrizajes y que los flaps se ajustaran a 25 grados, : 17 no al máximo de 30 grados. La combinación de flaps a 25, sin frenado automático, sin empuje inverso, una aproximación alta y rápida, un aterrizaje tardío, una mala gestión de recursos en la cabina y el agua estancada en la pista provocaron una salida de la pista.
La aeronave desaceleró gradualmente, se salió de la pista sobre un tramo de pastizal pantanoso, chocando con una antena de radio terrestre y se detuvo con el morro apoyado en la carretera perimetral. El terreno al otro lado de la carretera forma parte de un campo de golf.
No se produjeron lesiones significativas entre los pasajeros durante la evacuación ordenada de la aeronave, realizada unos 20 minutos después del aterrizaje forzoso. Treinta y ocho pasajeros sufrieron lesiones leves.

### Daños

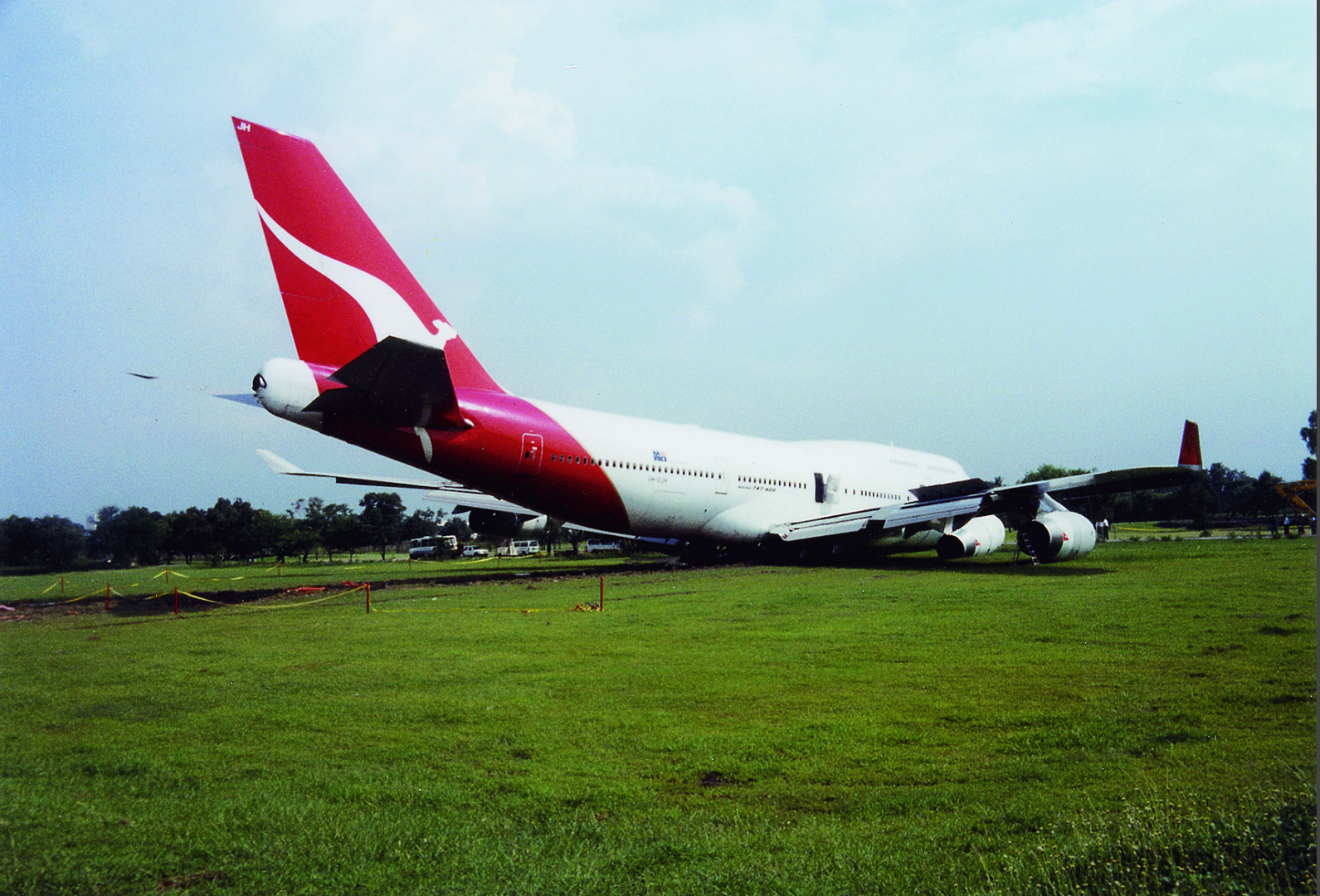
Vuelo 1 de Qantas visto después del incidente (otra vista).

La colisión con la antena provocó el colapso del tren de aterrizaje delantero y del ala derecha, forzando al tren de aterrizaje delantero a retroceder hacia el fuselaje. La aeronave se deslizó con el morro hacia abajo y el ala derecha baja, lo que causó daños adicionales en el morro y en los dos motores derechos y sus soportes. La intrusión del tren de aterrizaje delantero también provocó la falla del intercomunicador de cabina y del sistema de megafonía.
El daño fue tal que el avión fue inicialmente dado de baja, pero para preservar su reputación Qantas lo hizo reparar a un costo de aproximadamente 100 millones de dólares australianos (Qantas nunca reveló la cifra exacta).La puesta de nuevo en servicio del avión permitió a Qantas mantener su récord de no haber sufrido accidentes con pérdida del casco desde el inicio de la era de los aviones jet, y también demostró ser la opción más económica en aquel momento, ya que un nuevo 747-400 costaba cerca de 200 millones de dólares.

### Consecuencias
Qantas todavía utiliza el número de vuelo 1 para la ruta Sídney - Londres, pero ahora realiza su escala técnica en Singapur en lugar de Bangkok y hoy en día es operado por un Airbus A380.